# سفیدک داخلی غلات
سفیدک داخلی غلات (نام علمی: Sclerophthora macrospora) نام یک گونه از رده آب‌کپک است.
این بیماری در مورد ذرت باعث شکاف سر ذرت می‌شود.
در مورد ذرت، نشانه‌های این بیماری در زمان‌های گوناگون ابتلا و درجات ابتلا به آن در گیاه متفاوت است. اولین نشانهٔ بیماری لوله‌ای شدن بیش از اندازهٔ جوانه‌ها و پیچ خوردن نوک برگ‌ها است. کاکل‌ها آنقدر رشد می‌کنند تا زمانی که انبوهی از برگ‌ها باقی بماند و به همین جهت شکافی بر روی بلال به وجود می‌آید. ممکن است برگ‌ها کوچک مانده و دارای نوارهای زردرنگی بشوند. عامل دیگر این است که گل‌ها قبل از اینکه گیاه برسد ۴ تا ۵ برگی می‌باشند. در مساحت‌های کوچک معمولاً ضرر و زیان کمتر است. پرهیز از کاشت در مناطق مرطوب با زهکشی کم می‌تواند در کنترل آن مؤثر باشد.